# Mattan
Mattan è una città dell'India di 6.367 abitanti, situata nel distretto di Anantnag, nel territorio del Jammu e Kashmir. In base al numero di abitanti la città rientra nella classe V (da 5.000 a 9.999 persone).

## Geografia fisica
La città è situata a 33° 46' 31 N e 75° 12' 24 E.

## Società

### Evoluzione demografica
Al censimento del 2001 la popolazione di Mattan assommava a 6.367 persone, delle quali 3.297 maschi e 3.070 femmine. I bambini di età inferiore o uguale ai sei anni assommavano a 780, dei quali 347 maschi e 433 femmine. Infine, coloro che erano in grado di saper almeno leggere e scrivere erano 3.459, dei quali 2.167 maschi e 1.292 femmine.